# ファーン・フォスター
ファーン・フォスター（英語: Fern Foster, 1885年10月2日 - 1949年6月10日）は、アメリカ合衆国の女優である。本名アルマ・ファーン・フォスター（英語: Alma Fern Foster）。

## 人物・来歴
1885年10月2日、アメリカ合衆国のマサチューセッツ州サマーヴィルに生まれる。
1909年10月18日、ニューヨーク市マンハッタンブロードウェイのマジェスティック劇場で初演された Two Women and that Man で、ハリー・ケリーとともに主演している。正確な年代は不明だがケリーと結婚し、ともに映画界に入り、1912年には短篇映画 His Day に出演、ジョン・G・アドルフィと共演している。
映画スターとなったケリーが1914年、自らプロデュースする主演作 The Master Cracksman および McVeagh of the South Seas を監督し、映画監督としてもデビューするとともに、フォスターも相手役として同2作に出演する。その後、フォスターは映画界から引退する。しかし、1920年までのある時点で離婚した。同年1月、ケリーが女優のオリーヴ・フラー・ゴールデン（オリーヴ・ケリー）と再婚している。ハリー・ケリー・ジュニアは、フォスターの子ではない。
1949年6月10日、生誕の地・サマーヴィルで死去した。満63歳没。

## フィルモグラフィ
- His Day : 監督・脚本不明、主演ジョン・G・アドルフィ、1912年
- The Master Cracksman : 製作・監督・脚本・主演ハリー・ケリー、1914年
- McVeagh of the South Seas : 製作・監督・脚本・主演ハリー・ケリー、共同監督シリル・ブルース、1914年

## 関連事項
- サマーヴィル (マサチューセッツ州) （en:Somerville, Massachusetts）
- マジェスティック劇場 （en:Majestic Theatre (Broadway)）

## 註
1. 1 2 3 4 5 6 7 8 9 10  Fern Foster, Internet Movie Database （英語）, 2010年4月22日閲覧。
2. 1 2  Olive Carey - IMDb（英語）, 2010年4月22日閲覧。